# Men, Women, and Money
Men, Women, and Money er en amerikansk stumfilm fra 1919 af George Melford.

## Medvirkende
- Ethel Clayton som Marcel Middleton
- James Neill som Parker Middleton
- Jane Wolfe som Sara Middleton
- Lew Cody som Cleveland Buchanan
- Sylvia Ashton som Tante Hannah